# Cas Ruffelse
Caspar Wilhelmus ("Cas") Ruffelse (Haarlem, 9 februari 1888 – 9 september 1958) was een Nederlands voetballer die gedurende zijn carrière 8 maal uitkwam voor het Nederlands elftal.

## Carrière

### Clubvoetbal
Ruffelse werd in 1907 op 19-jarige leeftijd lid van Sparta Rotterdam. Samen met Bok de Korver en Huug de Groot was hij medeverantwoordelijk voor de gouden periode van Sparta in de eerste helft van de jaren 10. De club behaalde het landskampioenschap in 1909, 1911, 1912, 1913 en 1915, en de Rotterdammer kreeg de reputatie een goalgetter te zijn: in het seizoen 1918-1919 vond hij zelfs 33 keer het net in 18 wedstrijden. Een echte spits was hij echter niet - hij speelde gedurende zijn loopbaan op alle mogelijke plekken in het veld, behalve linksbuiten.
Ruffelse reisde veel, en verbleef voor zaken geregeld in Duitsland, Zwitserland en Brazilië. Gevolg daarvan was dat hij niet altijd oproepbaar was voor Sparta. Hij bleef echter ook in het buitenland voetballen: In Brazilië speelde hij voor Paraná Sports Club, in Duitsland speelde hij bij Altona en in Zwitserland voor Grasshoppers. In 1923, toen de Rotterdamse club in degradatienood verkeerde, woonde Ruffelse tijdelijk in Hamburg. Hij maakte echter meerdere keren op eigen kosten de vijfhonderd kilometer lange reis naar Het Kasteel, en de Spartanen bleven mede dankzij zijn hulp in de hoogste klasse. Als dank werd hij benoemd tot erelid.
De Rotterdammer moest in augustus 1926 noodgedwongen zijn loopbaan beëindigen, nadat hij in een wedstrijd tegen Willem II zijn been had gebroken. Wel bleef hij actief bij het veteranenelftal. Hij overleed op 9 september 1958 op 70-jarige leeftijd, 8 maanden voordat Sparta na 44 jaar opnieuw landskampioen zou worden.

### Nederlands elftal
Ruffelse werd al in 1907, in hetzelfde jaar dat hij lid was geworden van Sparta, voor het eerst opgeroepen voor het Nederlands elftal. Op 21 december van dat jaar waren de Engelse amateurs in Darlington weliswaar met 12-2 te sterk, maar de Rotterdammer scoorde in zijn debuutwedstrijd beide tegendoelpunten. Ook in Oranje was hij op meerdere plaatsen inzetbaar: hij speelde driemaal als midvoor, driemaal als rechtsbinnen en tweemaal als spil. Zijn laatste wedstrijd vond plaats op 16 mei 1920 in Bazel, waar met 2-1 van Zwitserland werd verloren.

#### Statistieken
Ruffelse speelde van 1907 tot 1920 acht vriendschappelijke wedstrijden voor het Nederlands elftal, waarin hij drie keer scoorde. Van deze wedstrijden werden er twee gewonnen, vijf verloren en één gelijkgespeeld.
| Nr. | Datum            | Locatie                       | Thuisploeg  | Uitploeg  | Uitslag | Dp. | Verslag |
| --- | ---------------- | ----------------------------- | ----------- | --------- | ------- | --- | ------- |
| 8.  | 21 december 1907 | Feethams, Darlington          | Engeland    | Nederland | 12-2    | 2   |         |
| 9.  | 29 maart 1908    | Kielstadion, Antwerpen        | België      | Nederland | 1-4     | 1   |         |
| 19. | 13 maart 1910    | Kielstadion, Antwerpen        | België      | Nederland | 3-2     | 0   |         |
| 25. | 17 april 1911    | Oud-Roosenburgh, Amsterdam    | Nederland   | Engeland  | 0-1     | 0   |         |
| 43. | 9 juni 1919      | Oude Stadion, Amsterdam       | Nederland   | Zweden    | 3-1     | 0   |         |
| 44. | 24 augustus 1919 | Råsundastadion, Stockholm     | Zweden      | Nederland | 4-1     | 0   |         |
| 47. | 13 mei 1920      | Campo Vittorio Marassi, Genua | Italië      | Nederland | 1-1     | 0   |         |
| 48. | 16 mei 1920      | Landhof, Bazel                | Zwitserland | Nederland | 2-1     | 0   |         |